# Bohumil Rameš
Bohumil Rameš (* 4. März 1895 in Mělník; † 26. November 1974 ebenda) war ein böhmisch-tschechoslowakischer Radrennfahrer und nationaler Meister im Radsport.

## Sportliche Laufbahn
Rameš war im Straßenradsport aktiv. Er war Teilnehmer der Olympischen Sommerspiele 1912 in Stockholm für Böhmen. Im olympischen Straßenrennen kam er auf den 63. Rang. Die Mannschaft Böhmens mit Bohumil Rameš, Václav Tintěra, Bohumil Kubrycht, František Kundert und Jan Vokoun kam nicht in die Mannschaftswertung im Straßenrennen.
Er startete auch bei den Olympischen Sommerspielen 1920 in Antwerpen. Dort wurde er 40. im olympischen Einzelzeitfahren. In der Mannschaftswertung kam die Tschechoslowakei mit František Kundert, Josef Procházka, Ladislav Janoušek und Bohumil Rameš auf den 9. Rang.
Die nationale Meisterschaft im Straßenrennen gewann er 1922. 1908 war er Dritter der böhmischen Meisterschaft geworden. Das Eintagesrennen Prag–Kralovy Vary–Prag gewann er ebenfalls 1922. Rameš startete für den Verein AC Sparta Prag.